# (14596) Bergstralh
(14596) Bergstralh (1998 SC55) – planetoida z grupy pasa głównego asteroid okrążająca Słońce w ciągu 3,67 lat w średniej odległości 2,38 j.a. Odkryta 16 września 1998 roku.